# Corrientes (metropolitana di Buenos Aires)
Corrientes è una stazione della linea H della metropolitana di Buenos Aires.
Si trova sotto all'intersezione delle avenida Pueyrredón e Corrientes, nel barrio di Balvanera.
È un'importante stazione di scambio e permette l'accesso a quella di Pueyrredón della linea B.

## Storia
La stazione fu inaugurata il 6 dicembre 2010. All'interno dell'infrastrutture si trovano una serie di opere realizzate da Jorge Muscia e Alfredo Martínez dedicate ai musicisti Enrique Santos Discépolo e Carlos Gardel.

## Interscambi
Nelle vicinanze della stazione effettuano fermata diverse linee di autobus urbani ed interurbani.
- Fermata metropolitana (Pueyrredón, linea B)
- Fermata autobus

## Servizi
La stazione dispone di:
- Biglietteria a sportello
- Biglietteria automatica